# Robertsonia irrasa
Robertsonia irrasa is een eenoogkreeftjessoort uit de familie van de Miraciidae. De wetenschappelijke naam van de soort is voor het eerst geldig gepubliceerd in 1902 door Scott A..